# Chinggis Khaan International Airport (1961)

i8
i11
i13

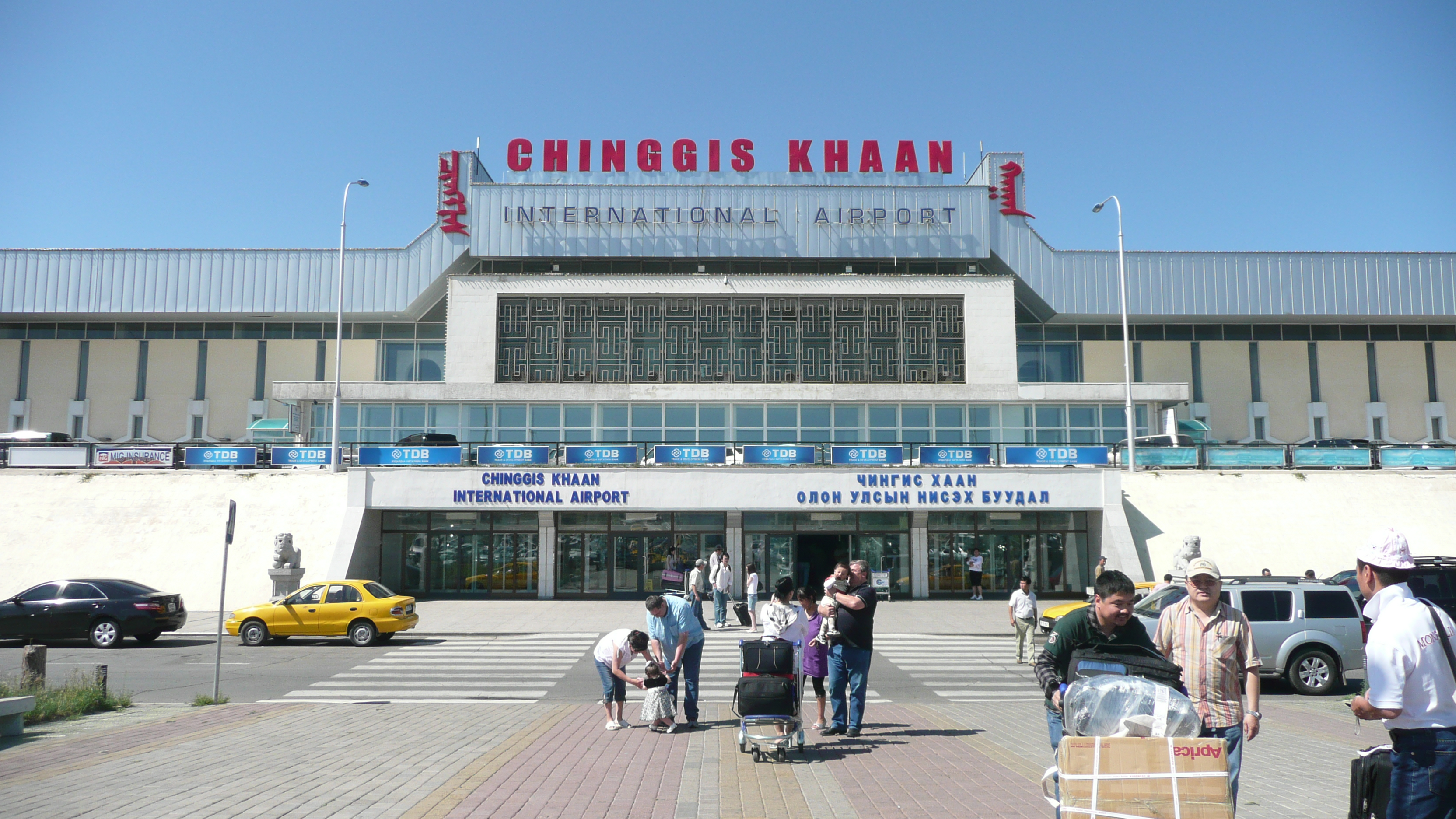
Chinggis Khaan International Airport, 2006

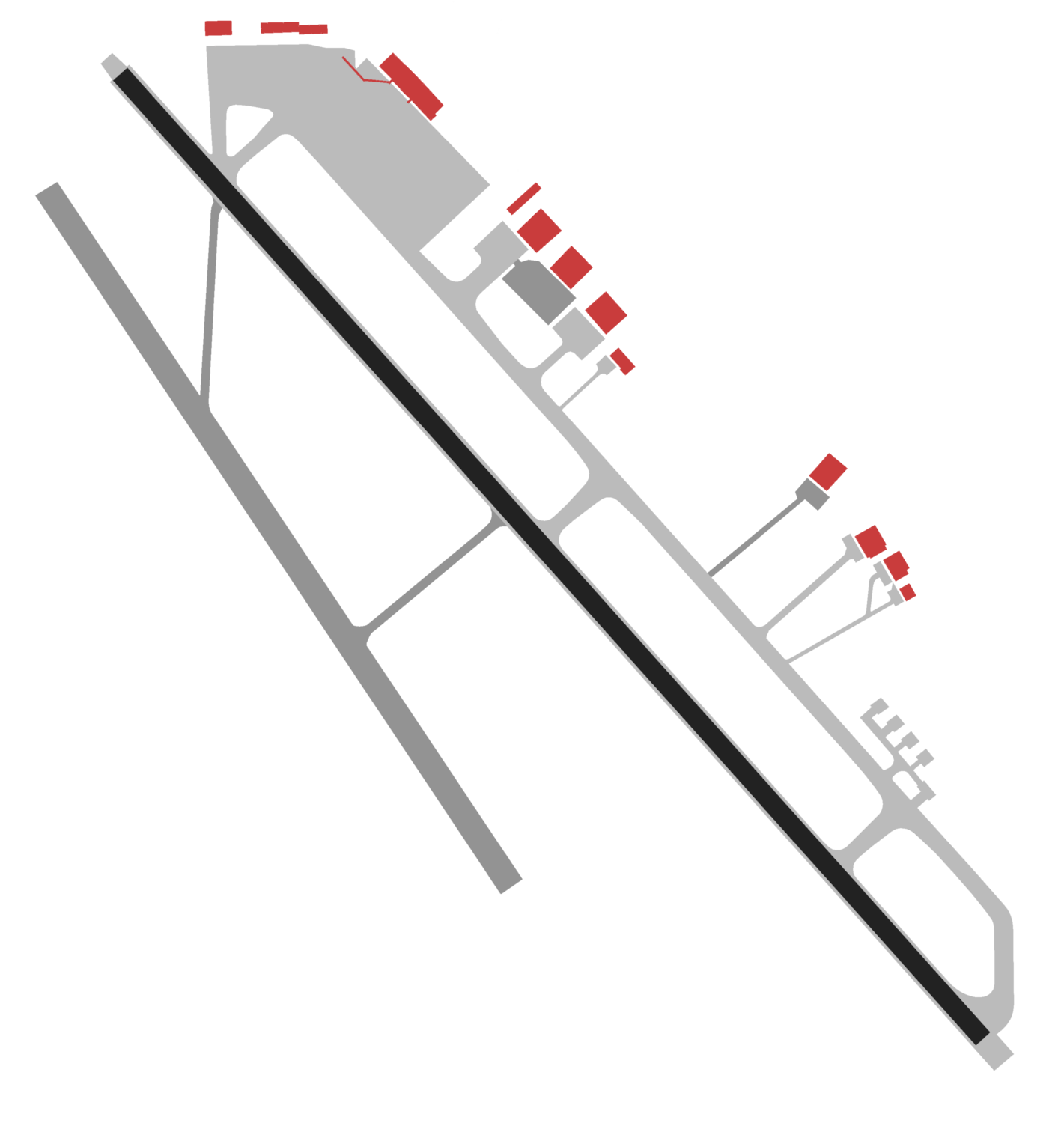
Flughafenlayout im Mai 2017

Der Internationale Flughafen Bujant-Uchaa (von 2005 bis 2020 Chinggis Khaan International Airport, mongolisch Буянт-Ухаа олон улсын нисэх буудал, IATA-Code: ULN, ICAO-Code: ZMUB) war der internationale Verkehrsflughafen der mongolischen Hauptstadt Ulaanbaatar bei Bujant Uchaa. Er wurde größtenteils durch den neuen Flughafen Chinggis Khaan International Airport ersetzt und wird hauptsächlich für Flugtraining sowie für Sonder-, Charter- und Regierungsflüge genutzt.

## Beschreibung
Der Flughafen liegt etwa 15 Kilometer vom Zentrum von Ulan-Bator entfernt. Er war auf den Verkehr mit den gängigen Flugzeugtypen eingestellt und verfügte über eine asphaltierte Start-/Landebahn sowie über eine Notlandebahn auf gewalzter Erde. Beide Start-/Landebahnen liegen leicht ansteigend in einem Seitental. Bei ungünstigen Windverhältnissen konnte das zu nicht unerheblichen Flugverspätungen führen.

## Geschichte
Der reguläre Betrieb wurde 1961 aufgenommen, das für den internationalen Verkehr taugliche Terminalgebäude ist 1986 entstanden. Von 1994 bis 1997 wurde der Flughafen mithilfe der Asiatischen Entwicklungsbank zur Kategorie 4D ausgebaut. Bis zum 31. Dezember 2005 hieß er englisch Buyant-Ukhaa International Airport.
In Zusammenarbeit mit zwei japanischen Beratungsunternehmen wurde mit den Planungen für einen neuen Flughafen, den Khushigt Valley Airport, begonnen. Er entstand im Chöschigt-Tal (mongolisch Хөшиг), welches in der Nähe von Dsuunmod, circa 50 Kilometer südwestlich von Ulaanbaatar, liegt. Nach Abschluss der Bauplanungen Ende 2009 erfolgten die Ausschreibungen im Jahr 2010. Der Bau startete 2012 und sollte ursprünglich 2015 abgeschlossen sein. Ein Teil der Kosten sollte über einen Kredit der Japan Bank for International Cooperation in Höhe von 290 Mio. US-Dollar abgesichert werden. Tatsächlich wurde der Flughafen erst im Juli 2021, nach achtjähriger Bauzeit und vielen Verschiebungen eröffnet.

## Fluggesellschaften
Der Flughafen war das Drehkreuz der nationalen Fluggesellschaften Blue Sky Aviation, der Aero Mongolia und MIAT. Zudem wurde der Flughafen von Hunnu Air, Aeroflot, Air China, Turkish Airlines und Korean Air genutzt.